# Aecium

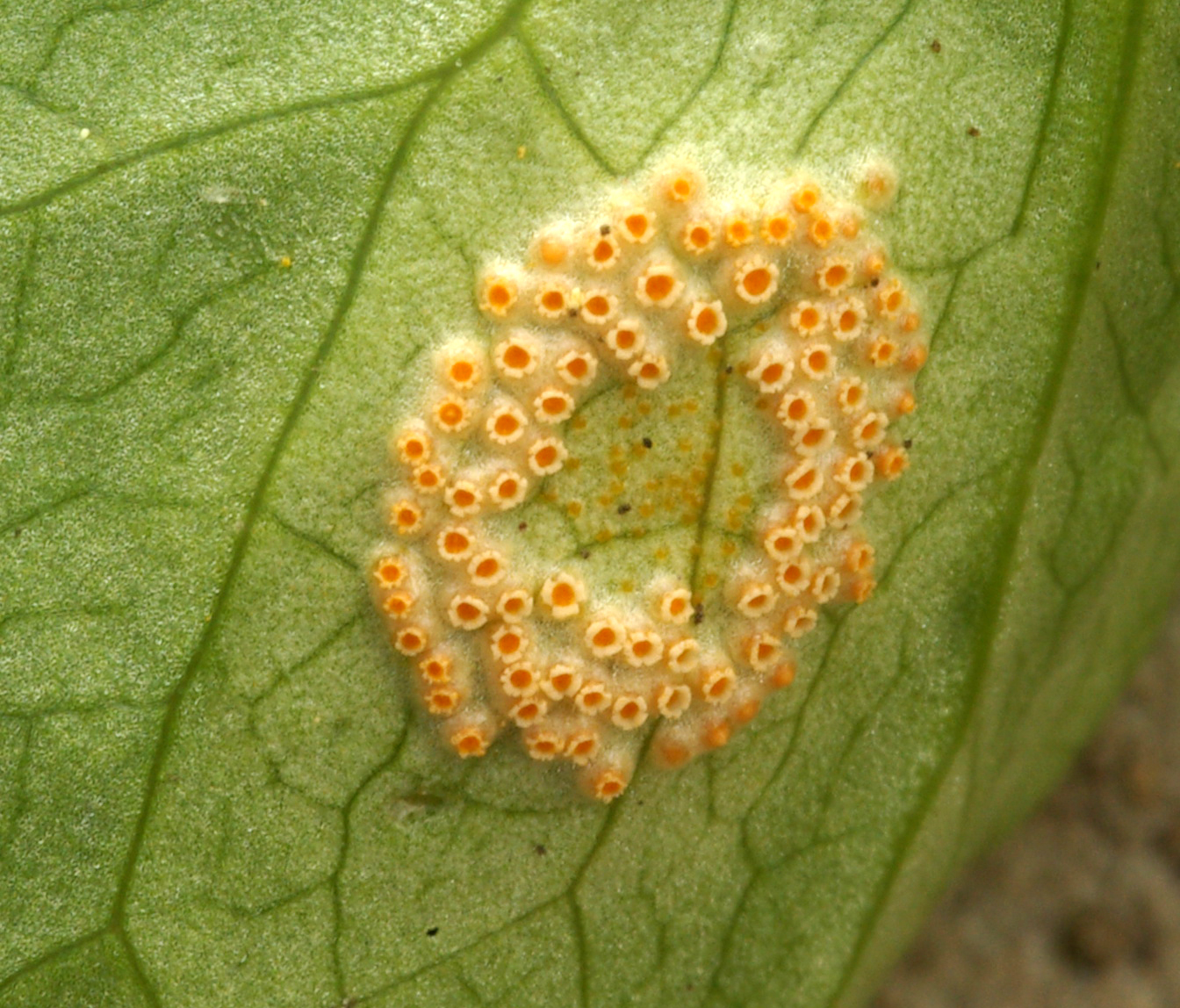
Bekervormige aecia van het rietgrasroest (Puccinia sessilis) op de onderzijde van het blad van gevlekte aronskelk

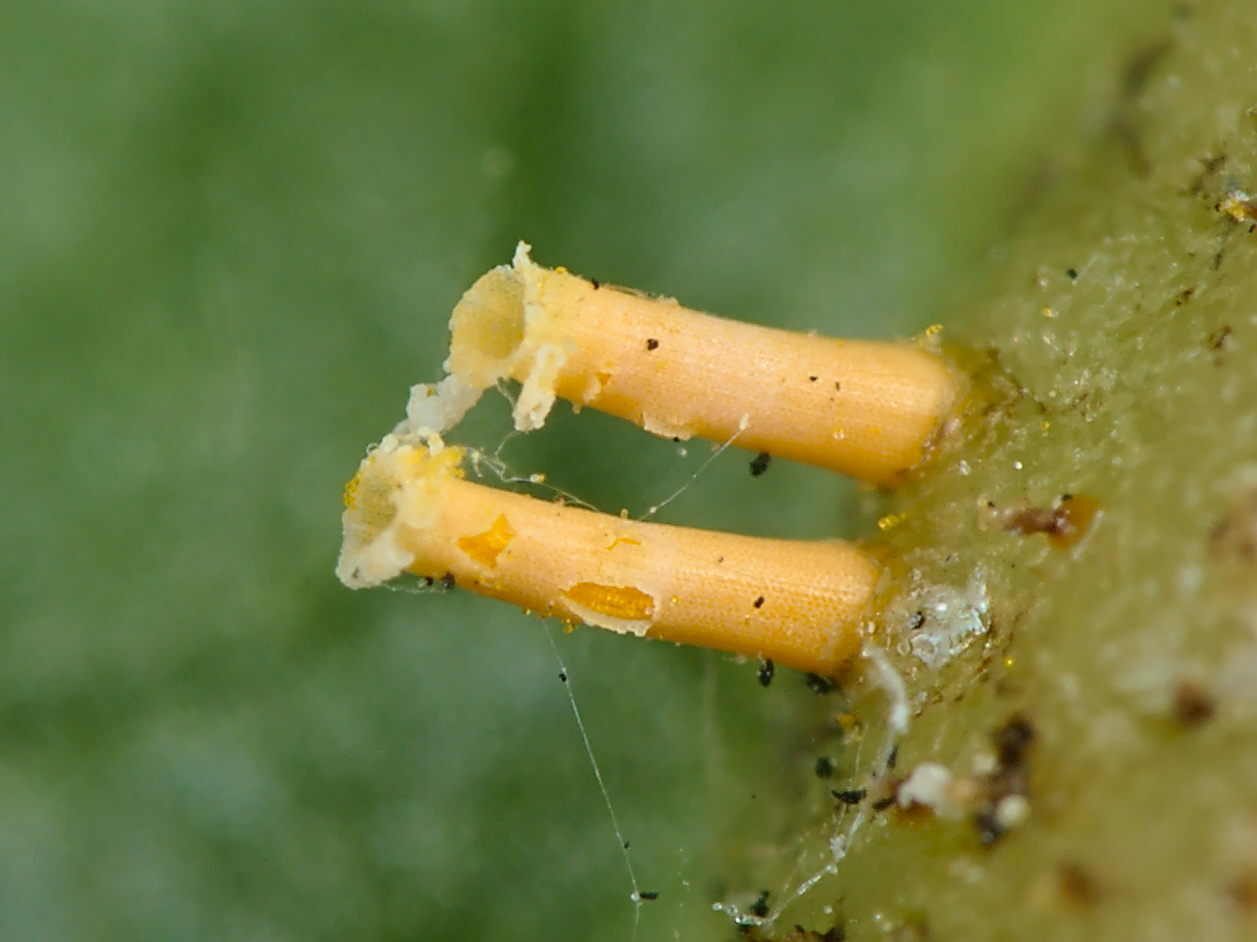
Aecia van bruine roest op bosrank

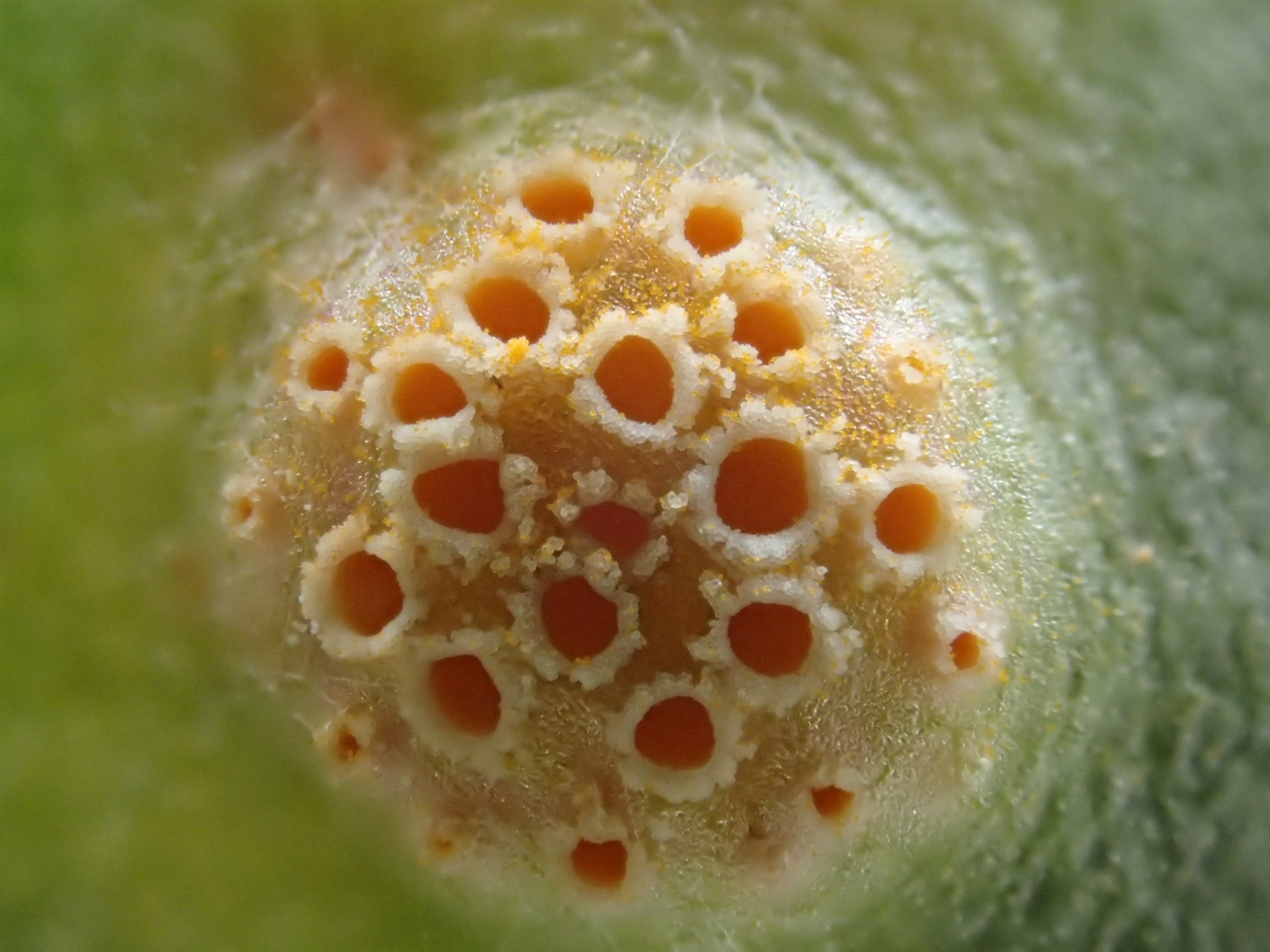
Aecium van klein hoefblad-beemdgrasroest op klein hoefblad

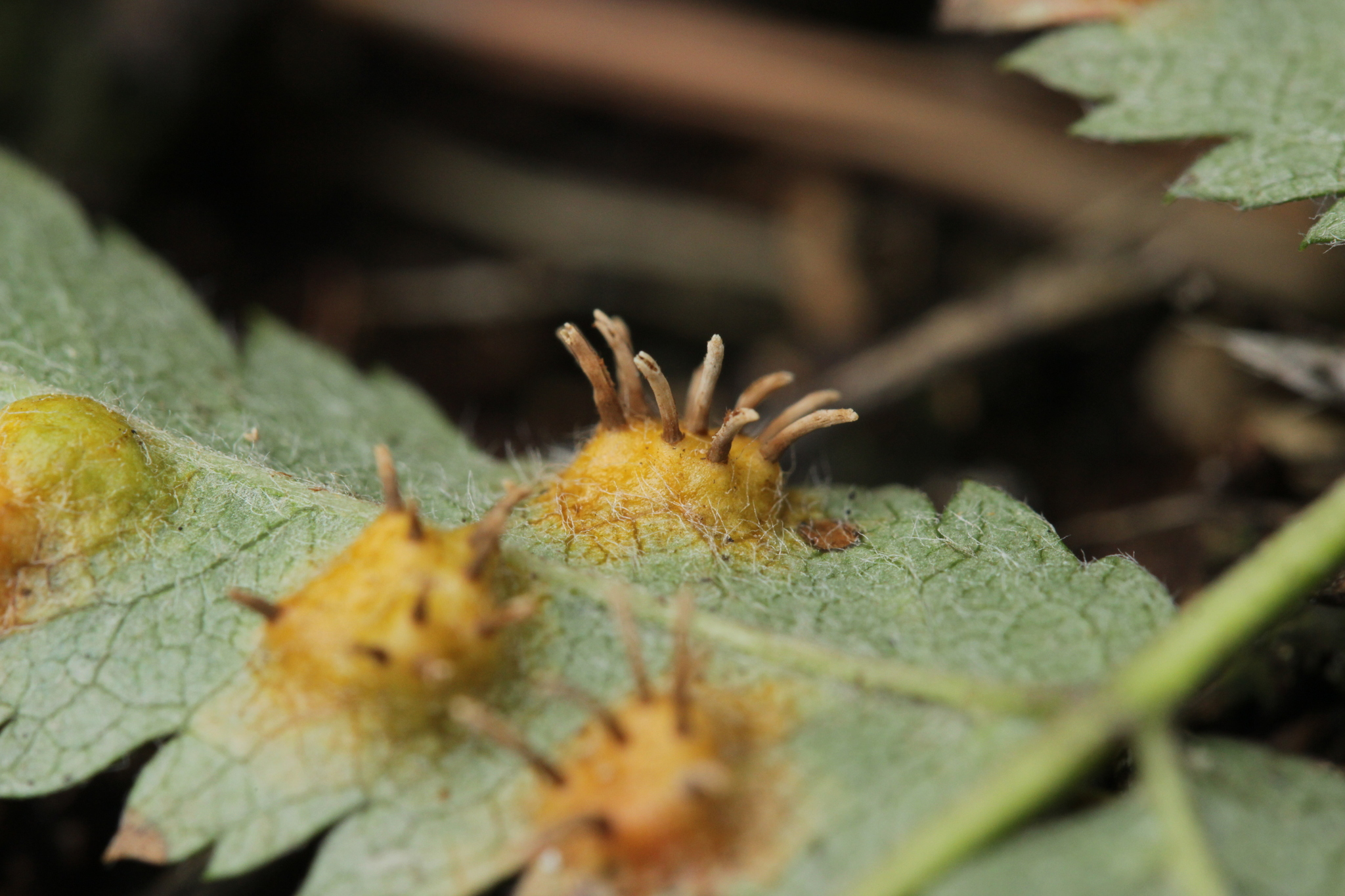
Aecia van lijsterbes-jeneverbesroest op wilde lijsterbes

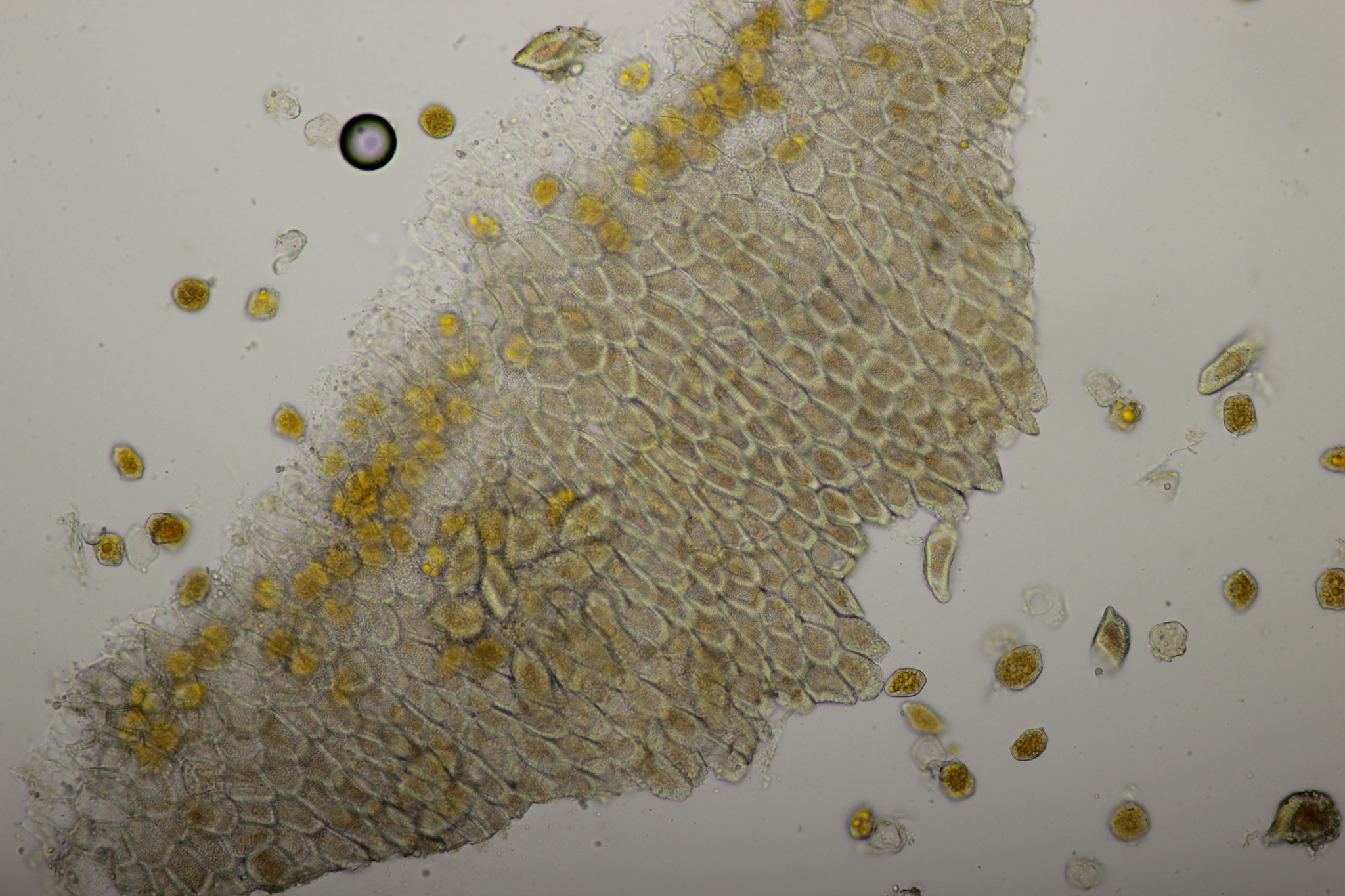
Aecium van madeliefjesroest op madeliefje

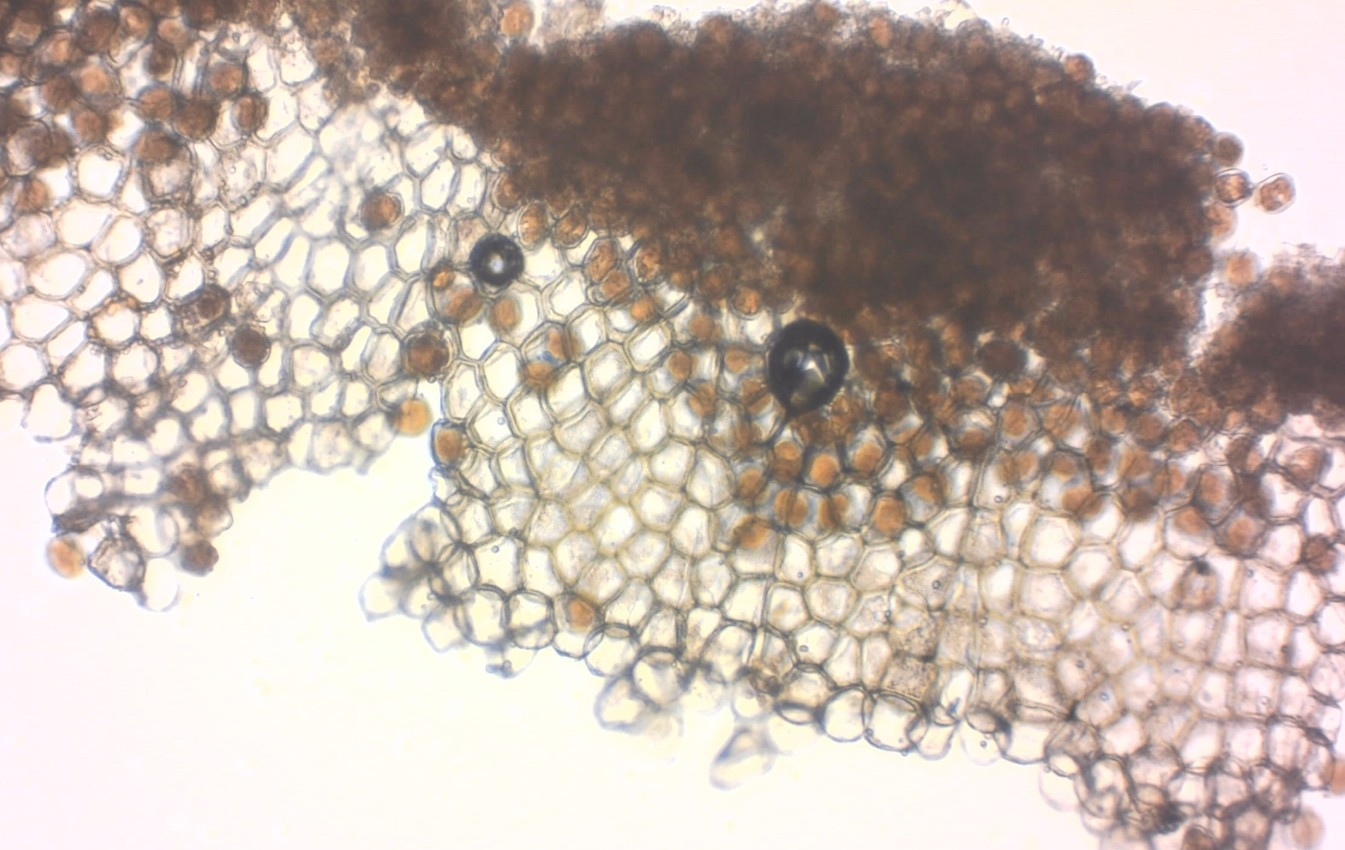
Aecium van klein hoefblad-beemdgrasroest op klein hoefblad

Een aecium (meervoud aecia) is een vruchtlichaam van de roesten (Pucciniales), waarin de aecidiosporen worden gevormd. Het is het eerste tweekernige stadium in de levenscyclus van de roesten. Een aecium kan al of niet omgeven zijn van een peridium. De term aecidium (meervoud aecidia) wordt door elkaar gebruikt, maar heeft niet de voorkeur. Een ander synoniem van aecium is aecidiosorus.
De code voor aecia van de determinatiesleutel is I en die voor aeciosporen is Isp.
Vlak voor het afsterven van de plant of plantendelen worden telia (enkelvoud: telium) met teleutosporen gevormd. De gesteelde teleutospore is een- tot vijfcellig en heterothallisch. De teleutospore kiemt in het voorjaar en vormt een basidium met basidiosporen. De basidiospore infecteert de waardplant en vormt daar een spermogonium met spermatiën en receptieve hyfen. Na bevruchting van een receptieve hyfe van het spermogonium door een spermatium met een ander paringstype wordt een aecium met haploïde-dikaryotische aecidiosporen gevormd. Ook kan er een aecium gevormd worden uit twee paringshyfen met verschillend paringstype. De aecidiospore kiemt en infecteert de waardplant, waarna uredinia gevormd worden. Een uredinium vormt de uredosporen, die weer nieuwe infecties geven. Vlak voor het afsterven van de plant of plantendelen gaan de uredinia over in telia.

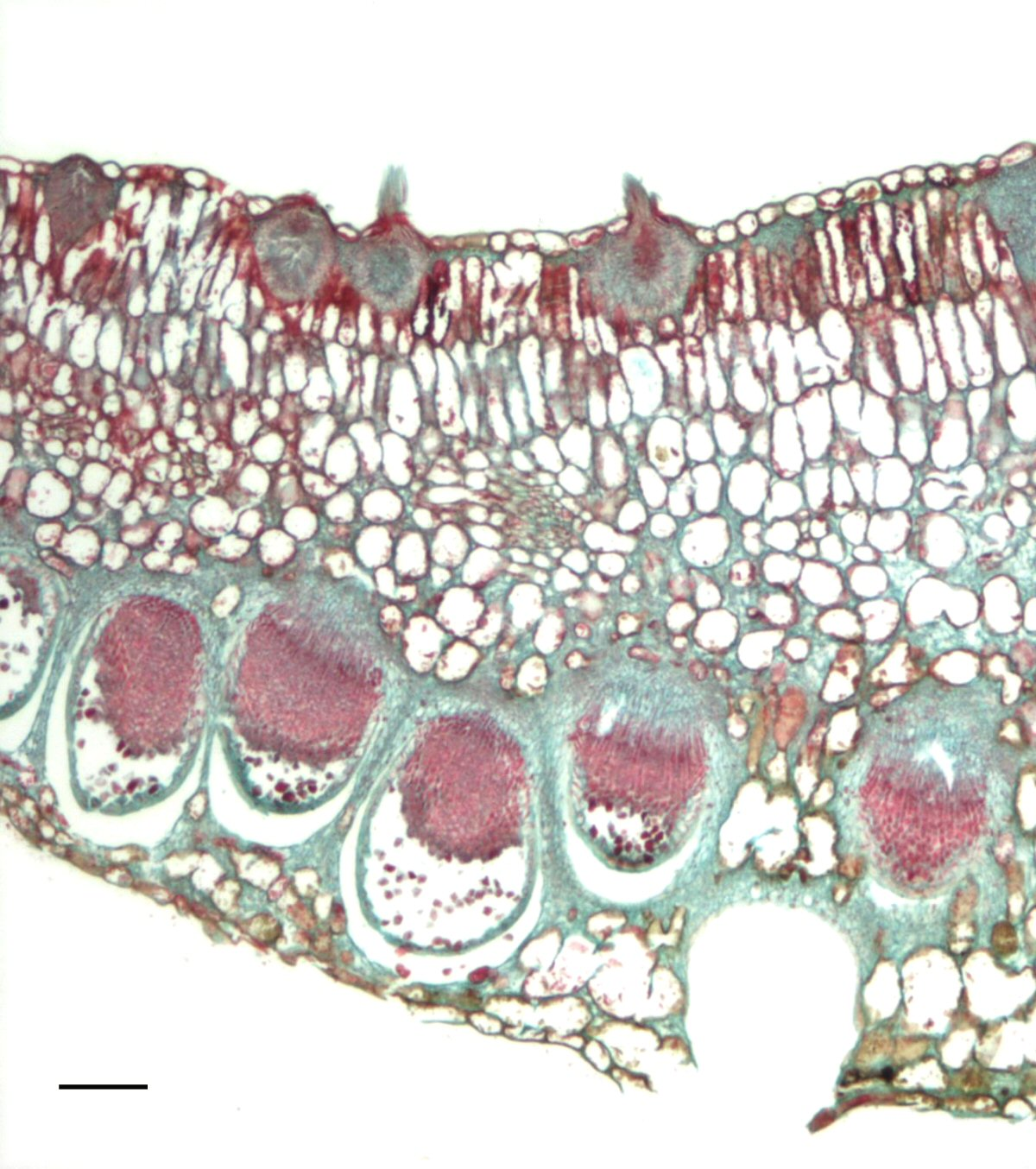
Aecia (onder) en spermogonia (boven) bij zwarte roest (Puccinia graminis)
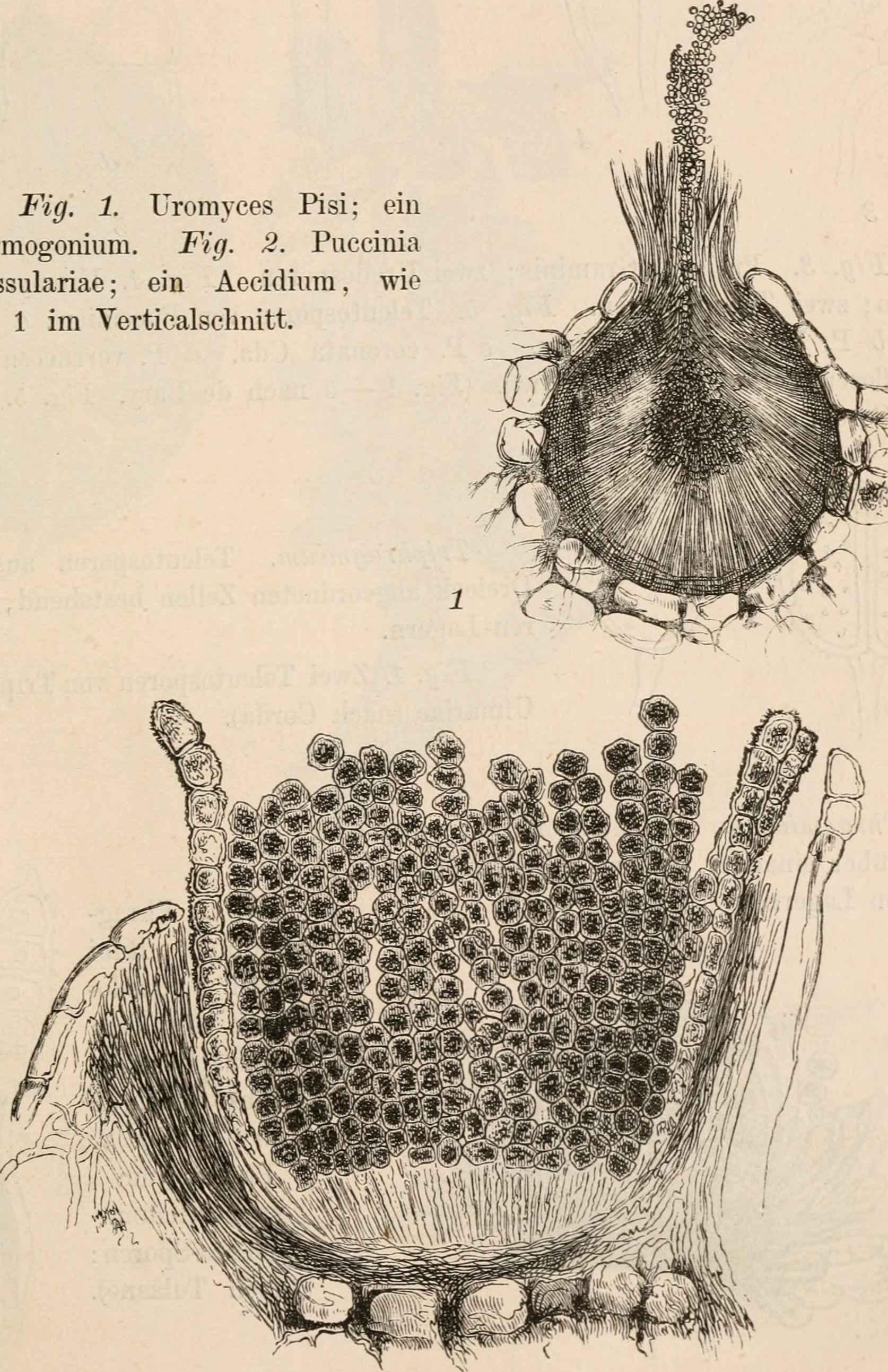
Fig. 1. Uromyces pisi; een spermogonium. Fig. 2. Puccinia grossulariae; een aecium
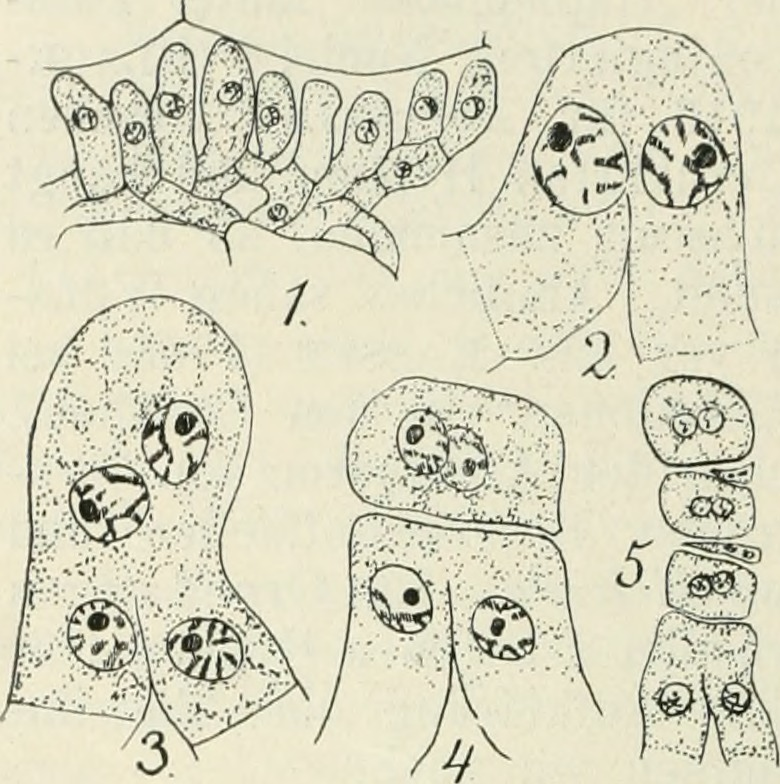
Aecidiosporevorming bij Phragmidium speciosum: 1. Jong aecium, 2. Versmelting twee buurcellen, 3. Na kernversmelting (karyogamie) volgt de meiotische kerndeling, 4. Het bovenste deel van 3 wordt de moedercel van de aecidiosporen. 5 Een rij van drie tweekernige aecidiosporen, die door een septum gescheiden zijn; hieronder versmeltende cellen.

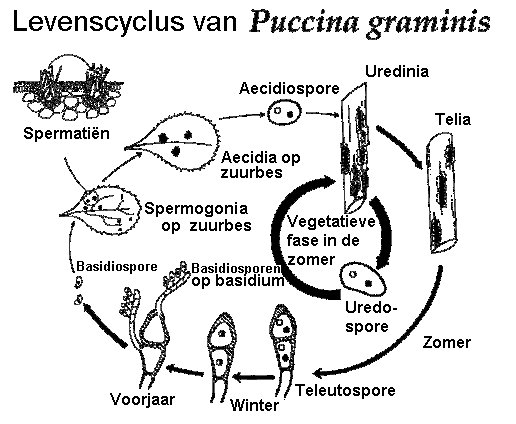
Levenscyclus zwarte roest

## Hyperparasitering
Aecia kunnen worden gehyperparasiteerd door onder andere:
- Cladosporium gallicola
- Cladosporium uredinicola
- Scytalidium uredinicola
- Tuberculina persicina
- Tuberculina sbrozzii
- Larven van Mycodiplosis sphaerothecae

## Fotogalerij
Aantasting van stamboon en pronkboon door roest (Uromyces appendiculatus var. appendiculatus).

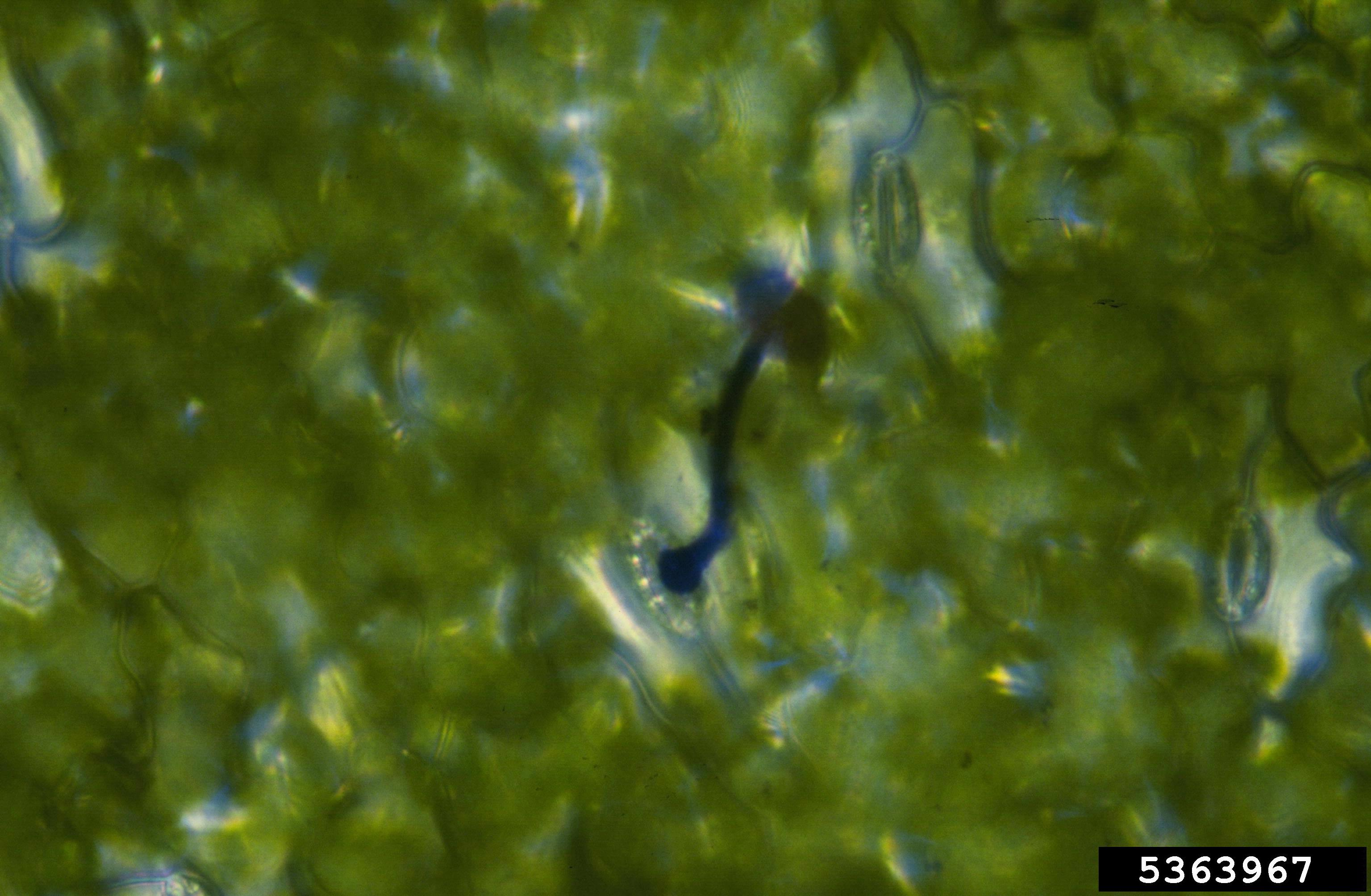
Kiembuis uredospore met appressorium
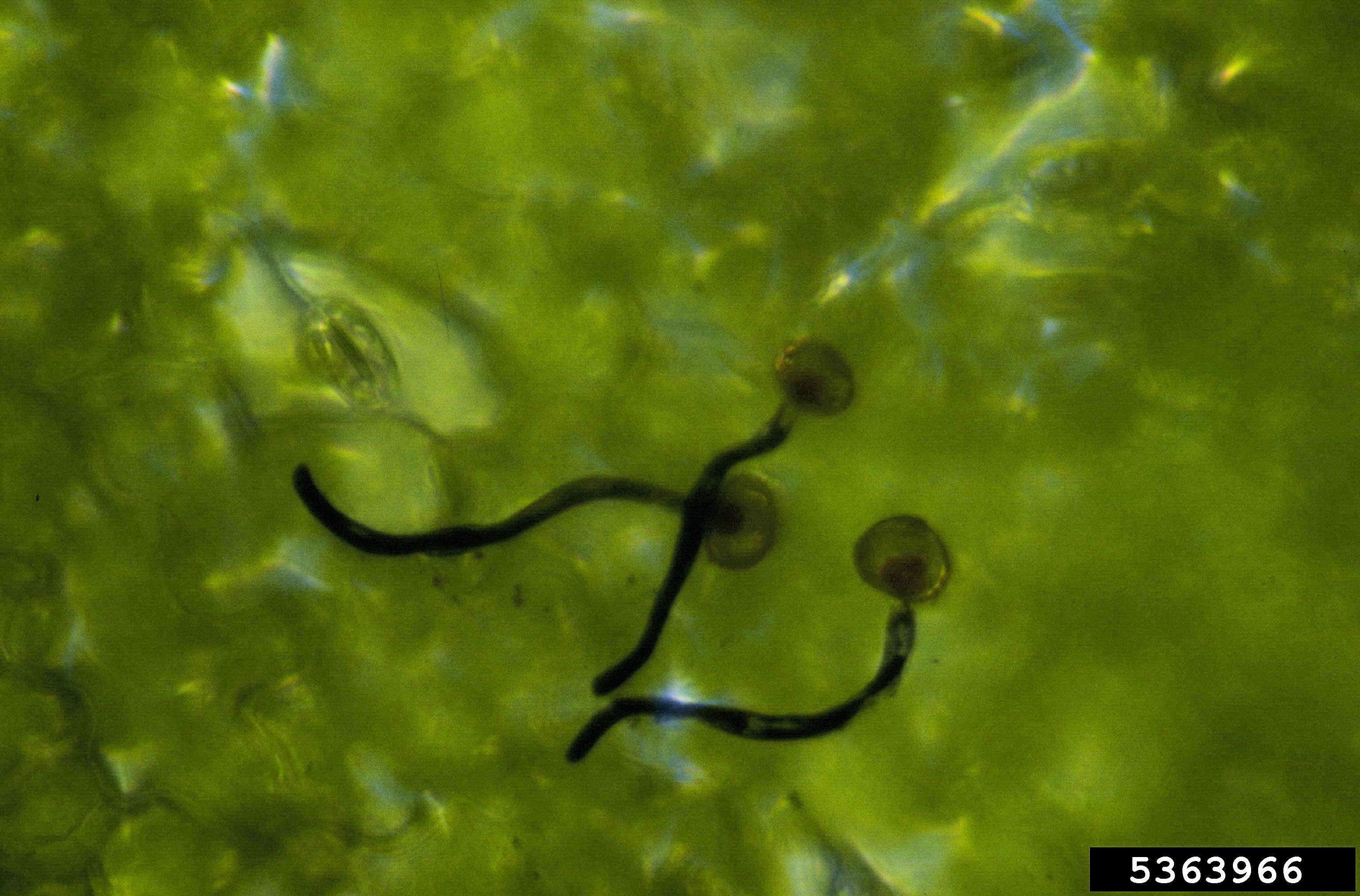
Kiembuizen uredosporen
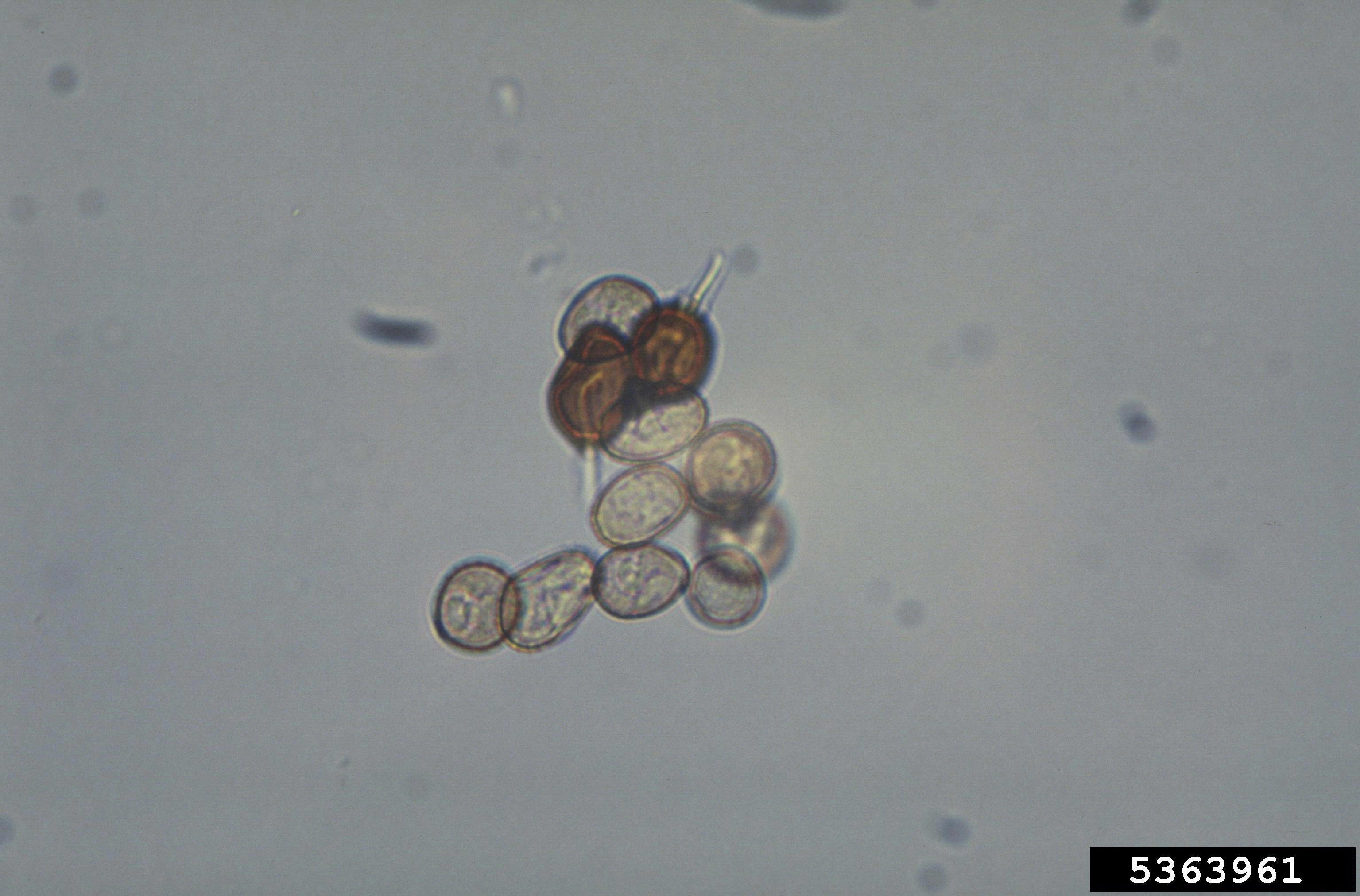
Uredosporen (licht gekleurd) en teleutosporen (donkergekleurd)
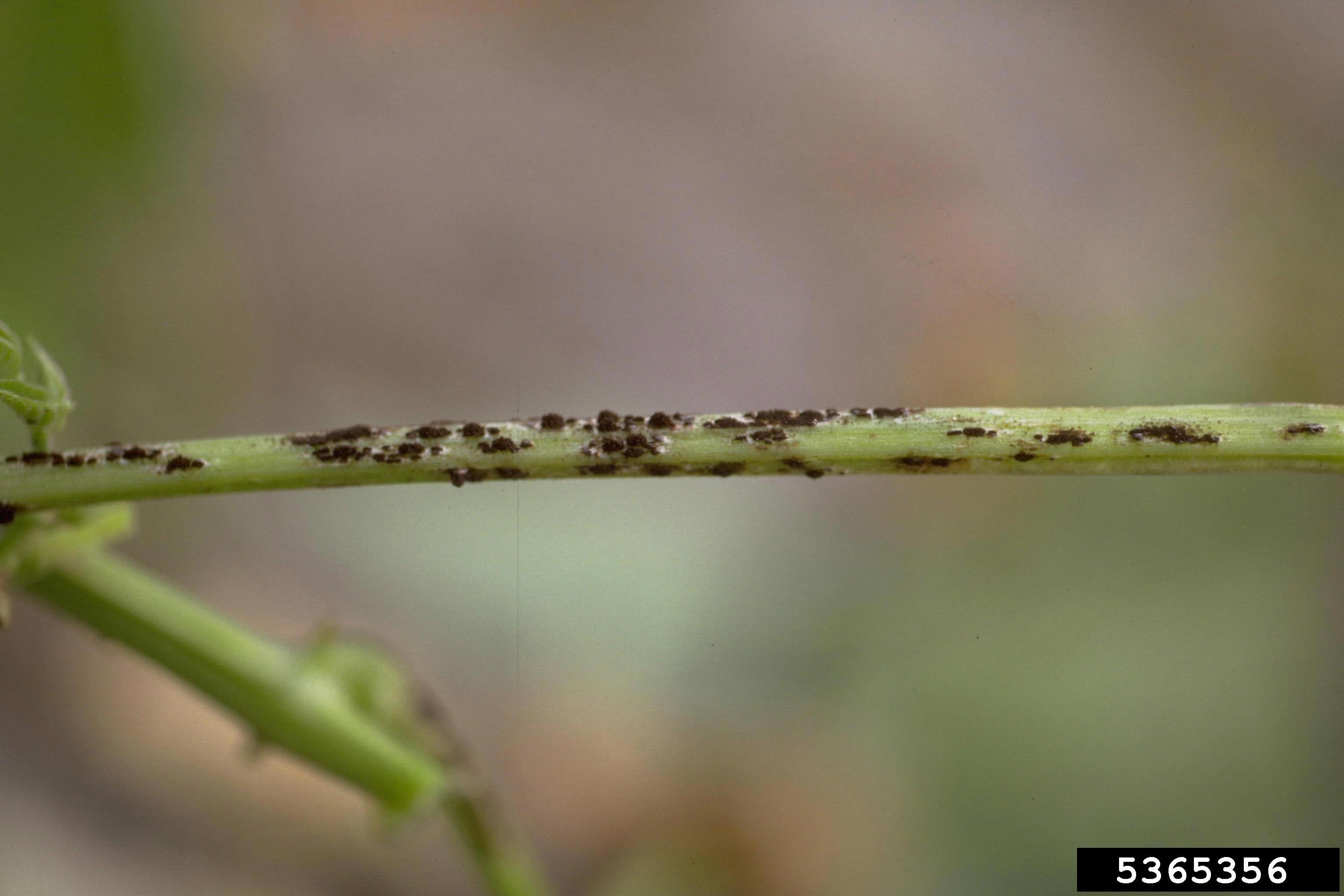
Telia
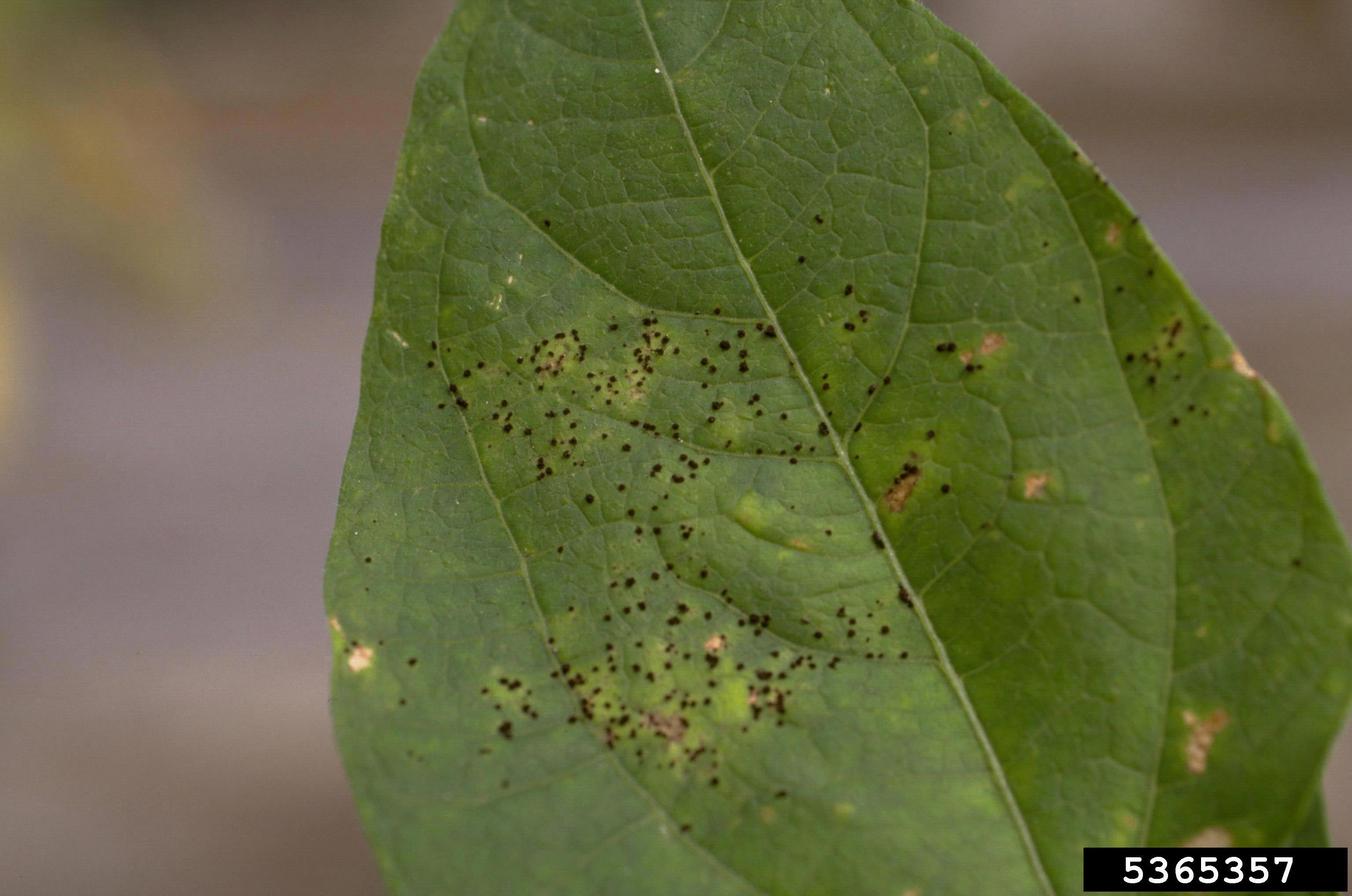
Telia
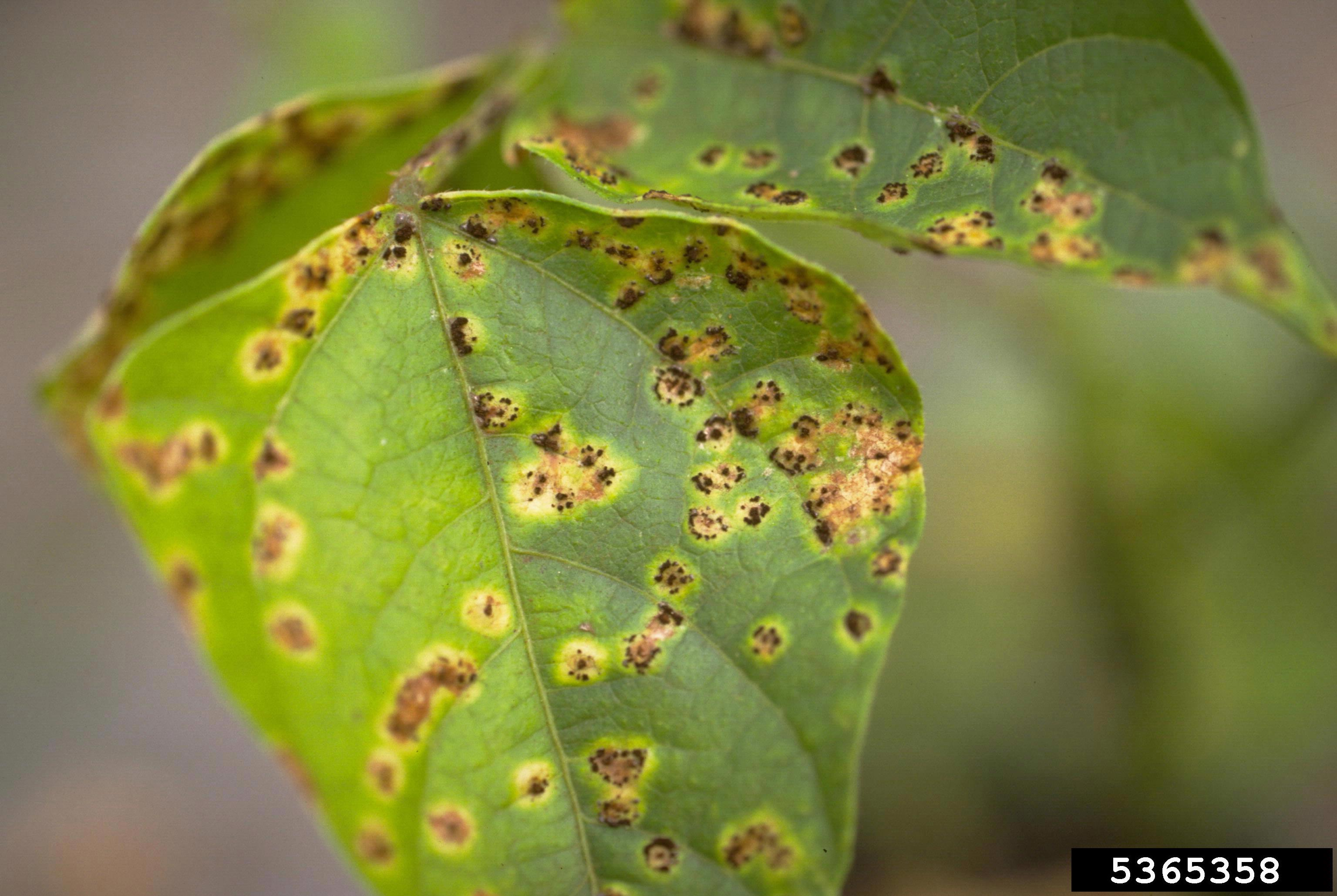
Telia
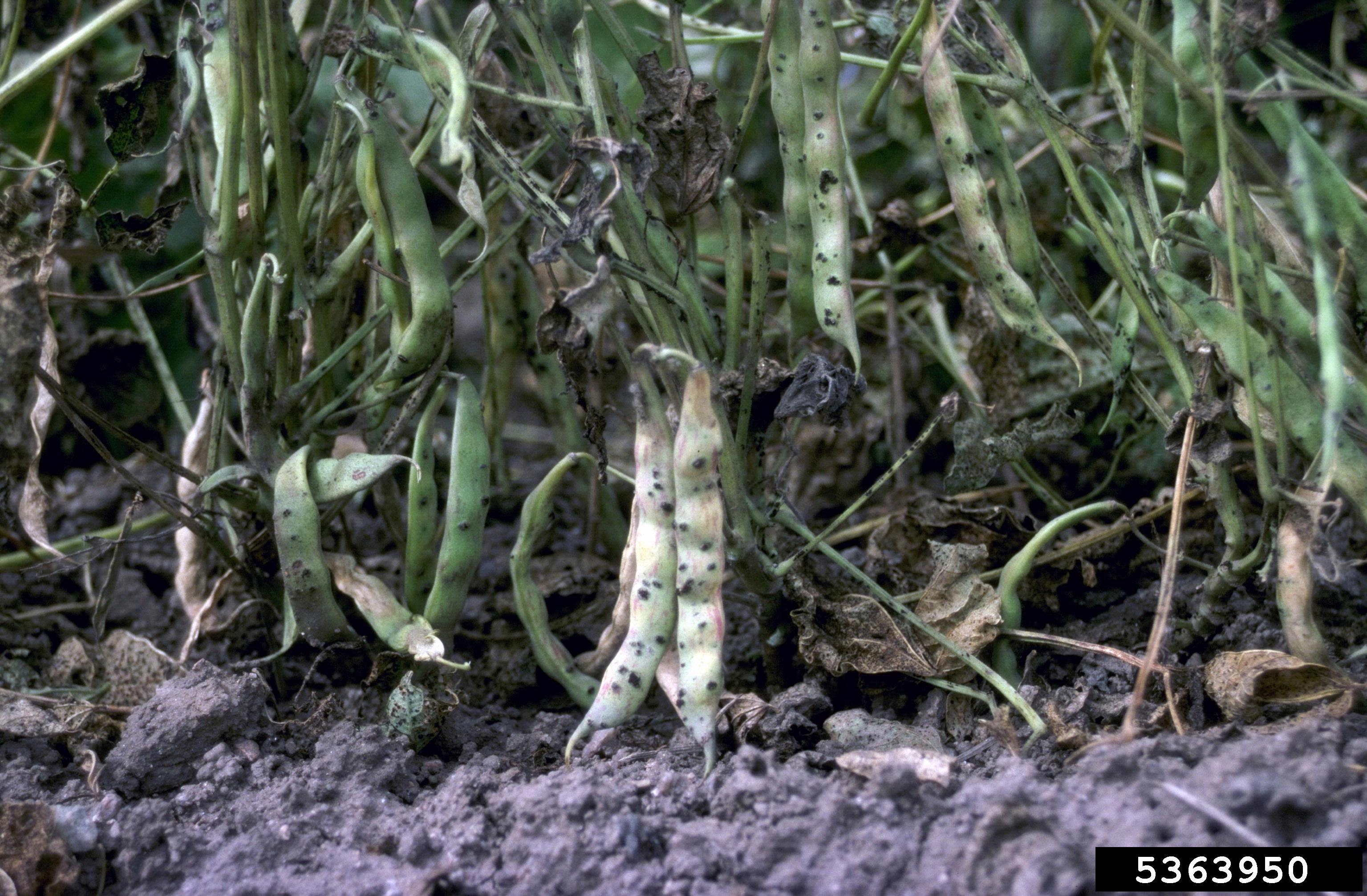
Telia
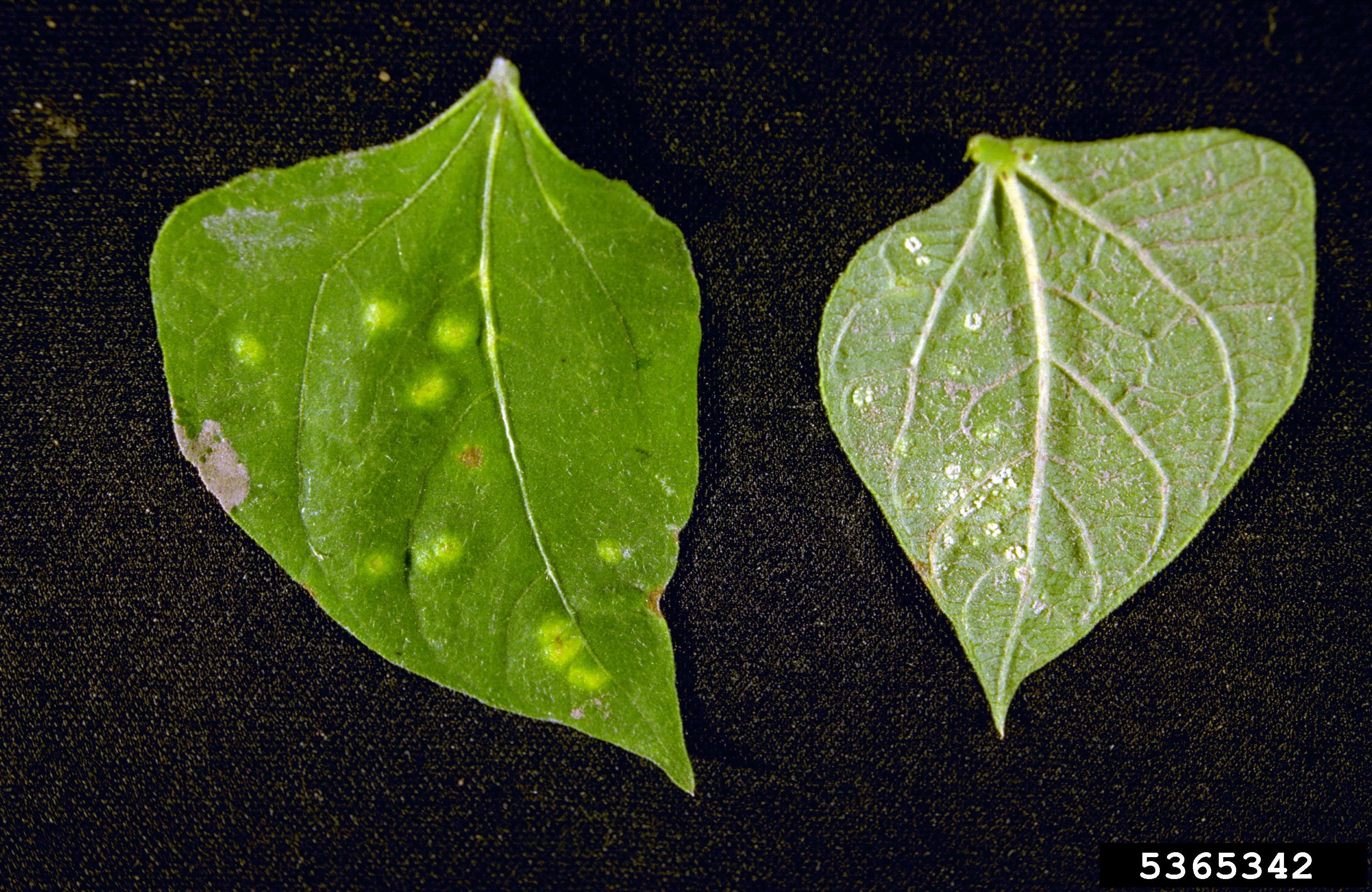
Spermogonia (links) en Aecia (rechts)
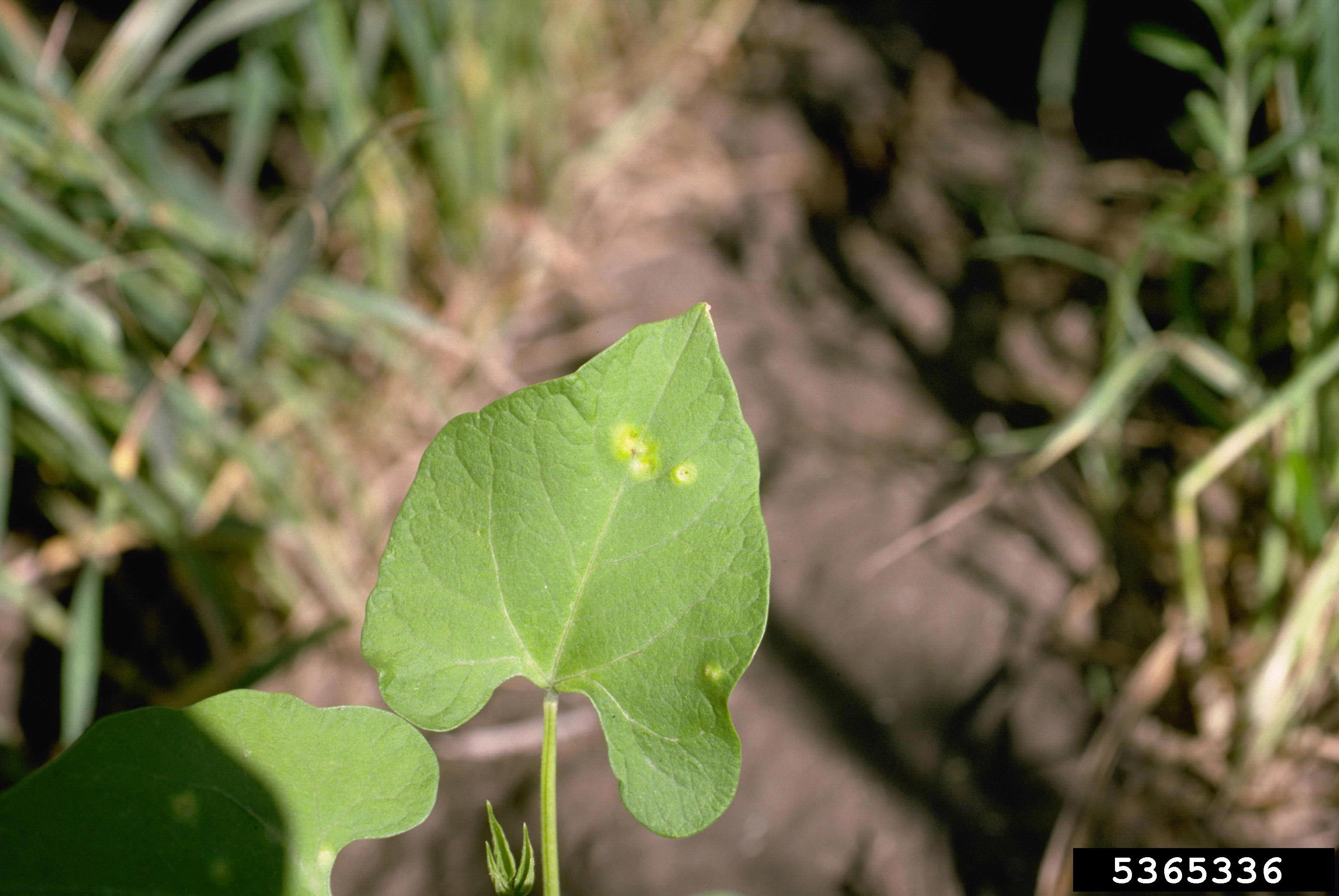
Spermogonia
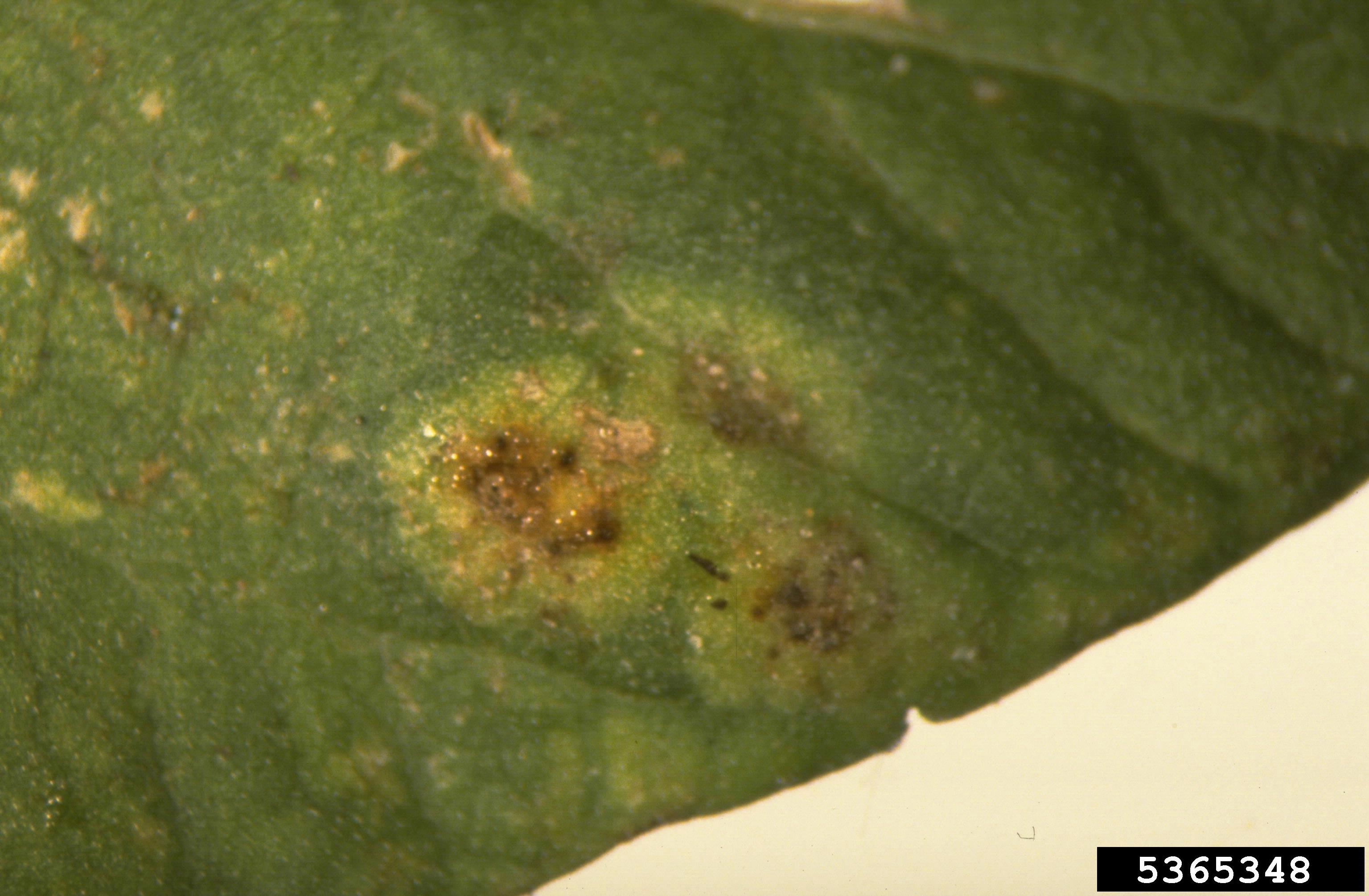
Spermogonium
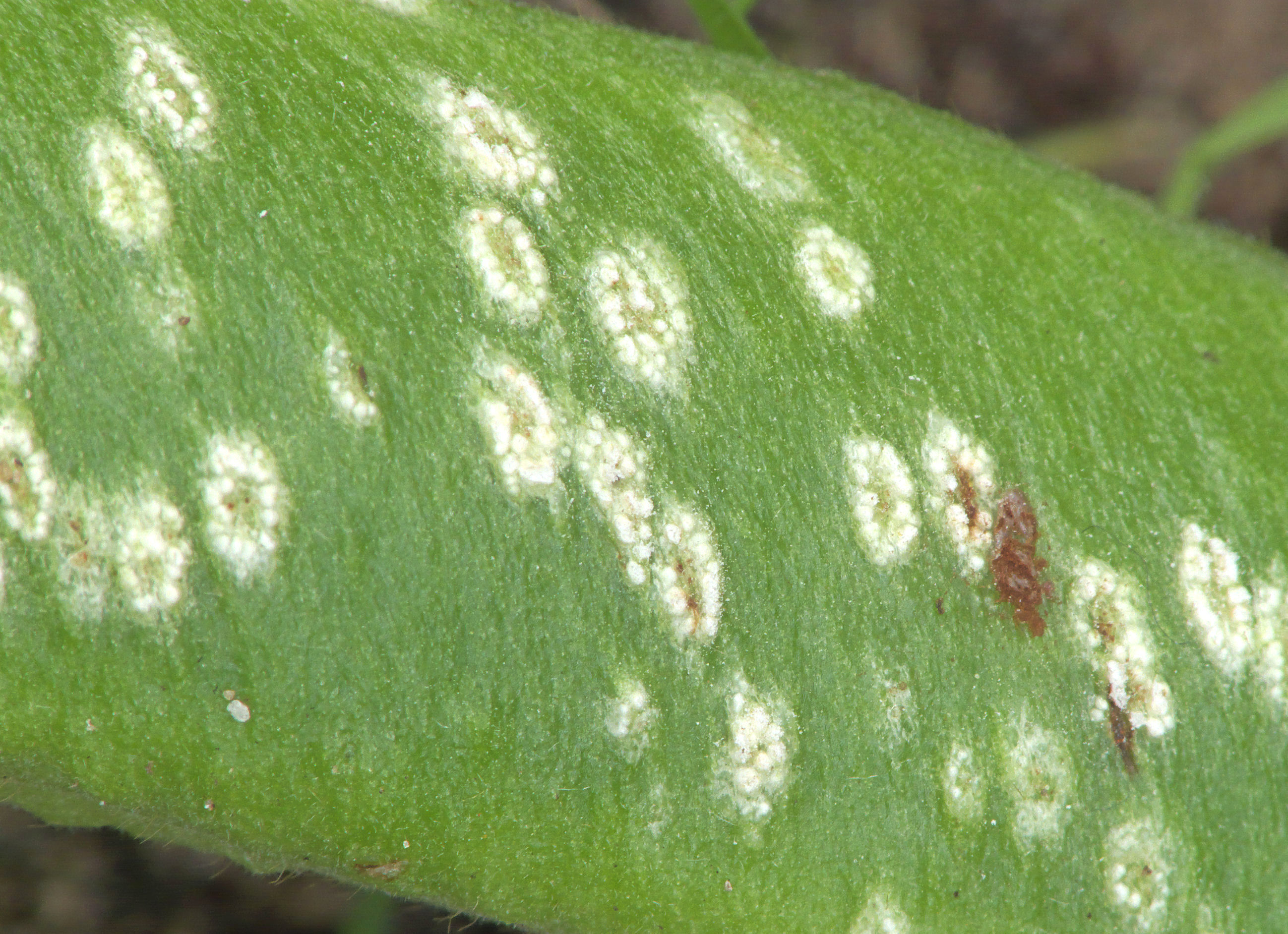
Aecia op de peul van pronkboon